# Nessum
 (novembre 2023).
Nessum est une technologie de communication à Hautes Fréquences (bandes kHz à MHz) pouvant être utilisée sur divers supports, filaires, sans fil et sous-marins. Elle est normalisée sous le standard IEEE 1901-2020,,.

## Description
La technologie Nessum possède deux types de communication : filaire (Nessum WIRE) et sans fil (Nessum AIR).

### Communication filaire
Nessum WIRE peut être utilisé pour divers types de lignes telles que les lignes électriques, les lignes à paires torsadées, les lignes de câbles coaxiaux et les lignes téléphoniques. La distance de communication peut aller de quelques dizaines de mètres à quelques kilomètres suivant le cas d’usage ,. En outre, lorsqu'une fonction de relais automatique appelée multi-hop (ITU-T G.9905) est utilisée, un maximum de 10 étapes de relais est possible. Avec un débit physique maximal de 1 Gbps et des débits effectifs allant de plusieurs Mbps à plusieurs dizaines de Mbps, cette technologie est utilisée pour réduire les coûts de construction de réseaux en utilisant les lignes existantes, pour augmenter le débit des lignes de communication filaires à faible vitesse, pour compléter la communication sans fil là où elle ne peut pas atteindre, et pour réduire le nombre de lignes dans les équipements,.

### Communication sans fil
La variante sans fil à courte portée est appelée Nessum AIR. Elle utilise la communication par champ magnétique à courte portée, et la distance de communication peut être contrôlée dans la plage de quelques centimètres à 100 centimètres. Le débit physique maximal est de 1 Gbps, avec un débit effectif de 100 Mbps.

## Description technique

### Couche physique (PHY)
La couche physique utilise le Wavelet OFDM (Wavelet Orthogonal Frequency Division Multiplexing). Alors qu'un intervalle de garde est nécessaire dans les systèmes OFDM ordinaires, le système Wavelet OFDM élimine l'intervalle de garde et augmente le taux d'occupation de la partie de données, ce qui permet d'obtenir une grande efficacité. De plus, en raison de la limitation de la bande passante de chaque sous-porteuse, le niveau des lobes latéraux est faible, ce qui facilite la formation d'encoches spectrales. Cela minimise les interférences avec les systèmes existants et permet une conformité flexible aux réglementations d'utilisation des fréquences. En outre, la Modulation par Impulsions d'Amplitude (PAM) est utilisée pour chaque sous-porteuse, et le nombre optimal de multi-niveaux de modulation est défini en fonction des conditions du chemin de transmission, ce qui améliore l'efficacité de la transmission. La bande de fréquence utilisée peut être sélectionnée parmi des modèles normalisés.

### Couche de liaison de données (MAC)
La couche de liaison de données gère la Qualité de Service (QoS) et d'autres fonctions de contrôle en utilisant des trames de contrôle "beacons" diffusées périodiquement par le parent à tous les terminaux du réseau. Les méthodes d'accès au support de base sont l'Accès Multiple avec Détection de Porteuse et Évitement de Collision (CSMA/CA) et le Transfert de Jeton Virtuel Dynamique (DVTP), qui attribuent dynamiquement les droits de transmission aux terminaux du réseau et évitent les collisions. Le système utilise un mécanisme d'évitement des collisions.

## Historique
Cette technologie est basée sur le HD-PLC, un type de communication par ligne électrique développé par Panasonic au début des années 2000. Le HD-PLC a été développé à l'époque pour la transmission d'images de télévision d'une pièce à l'autre, mais il a ensuite commencé à être utilisé non seulement pour les lignes électriques, mais aussi pour les lignes coaxiales et les lignes à paires torsadées, et même pour la communication sans fil. Le nom "communication par ligne électrique" ne correspondait pas à la réalité de la situation. En septembre 2023, Panasonic Holdings Corporation a changé le nom de HD-PLC en Nessum. En octobre 2023, la HD-PLC Alliance a été renommée Nessum Alliance (en).